# عبدلمامبتوو (شهرستان بورزیانسکی، باشقیرستان)
عبدلمامبتوو (انگلیسی: Abdulmambetovo, Burzyansky District, Bashkortostan) یک شهرک در شهرستان بورزیانسکی باشقیرستان کشور روسیه است.